# Berghaus Hintisberg

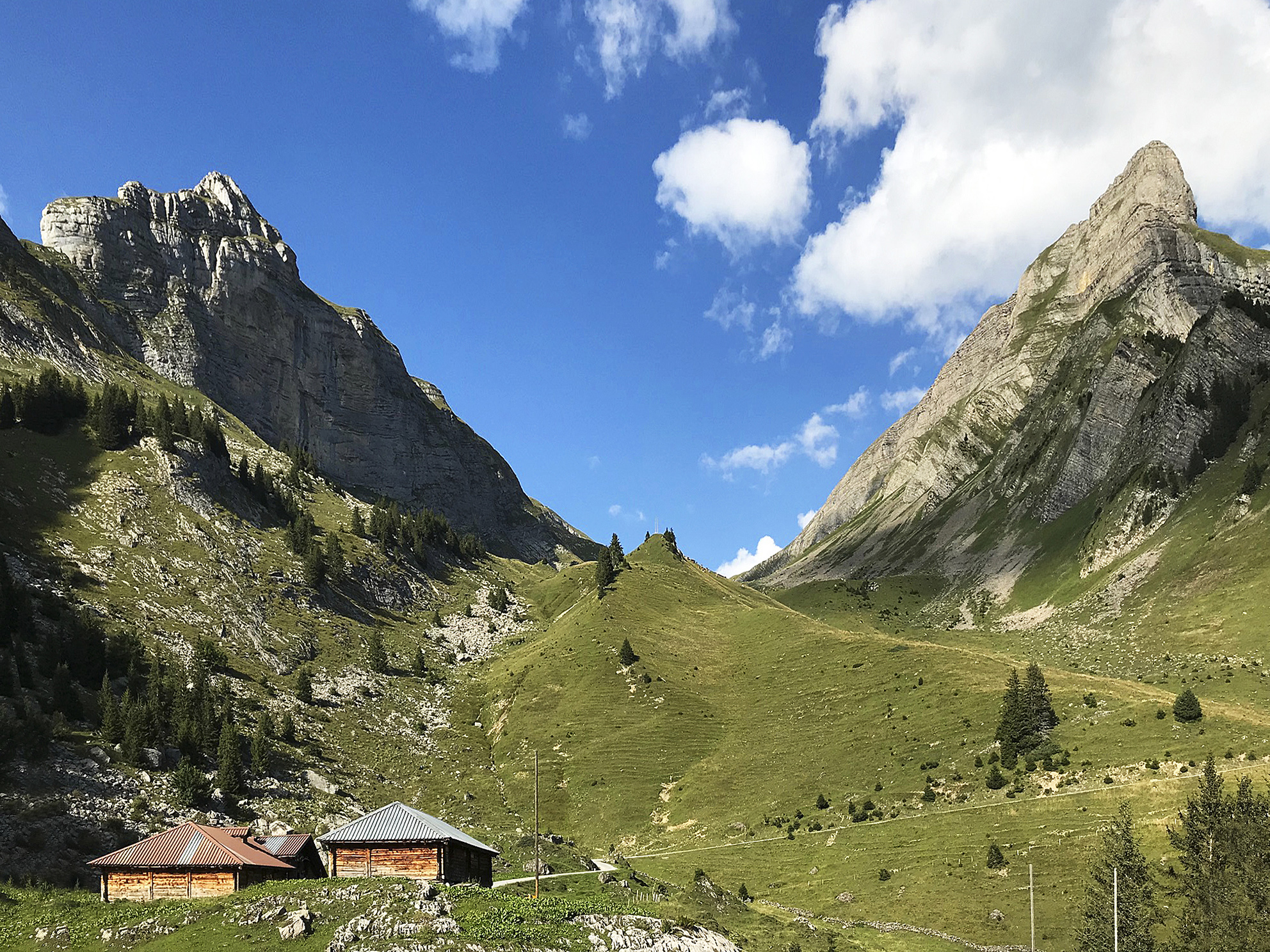
Berggipfel Burg und Bira oberhalb von Hintisberg

Das Berghaus Hintisberg, auf der Landeskarte als Berghaus Oberläger bezeichnet, liegt auf 1782 m ü. M. über dem Lütschental zwischen Interlaken und Grindelwald in der Jungfrau-Region im Berner Oberland, in den Schweizer Alpen.

## Geschichte
Das Berghaus wurde als Unterkunft für die Arbeiter erbaut, die an den Steilhängen über dem Lütschental ab 1980 Lawinenverbauungen errichteten. In 28 Jahren wurden insgesamt 5,8 Kilometer Stützverbau erstellt, die das Lütschental und seine Bewohner vor Lawinen schützen. Nach Abschluss dieser Bauarbeiten wurde das Haus zu einem Restaurant mit Gästezimmern umgestaltet.

## Natur
Das Berggebiet Hintisberg ist reich an geschützten Blumen und Alpenkräutern. In den Sommermonaten findet sich eine Vielzahl von seltenen Schmetterlingen. Zahlreiche einheimische Tiere leben hier wie Steinadler und Murmeltiere. Vom Berghaus bietet sich eine Sicht auf Eiger, Mönch und Jungfrau.

## Alpinklettern
Am Berggipfel Burg (2241 m), oberhalb des Berghauses Hintisberg, befinden sich mehrere alpine Kletterrouten. Die Einstiegshöhe zu den Mehrseillängenrouten (6 SL) liegt auf 2060 m. Die Routen mit Schwierigkeitsgrad 5c+, verlangen von den Klettererinnen und Kletterern körperliche Maximalkraft und Ausdauer.

## Verkehrsverbindungen
Das Berghaus ist mit dem Auto erreichbar. Zu Fuss kann es in mehrstündigem Aufstieg von den Bahnstationen Lütschental oder Burglauenen über Wanderwege erreicht werden. Auch von der Schynige Platte ist es nach mehrstündigem Abstieg erreichbar.